# Bilapora Reba
Bilapora Reba is een bestuurslaag in het regentschap Sumenep van de provincie Oost-Java, Indonesië. Bilapora Reba telt 4068 inwoners (volkstelling 2010).